# 特羅韋克 (亞利桑那州)
特羅韋克（英語：Troweek）是位於美國亞利桑那州阿帕契縣的一個非建制地區。該地的面積和人口皆未知。

## 地理
特羅韋克的座標為33°55′44″N 109°03′38″W / 33.92889°N 109.06056°W，而該地的平均海拔高度為2575米（即8448英尺）。